# Conoplectus excavoides
Conoplectus excavoides är en skalbaggsart som beskrevs av Christopher E. Carlton 1983. Conoplectus excavoides ingår i släktet Conoplectus och familjen kortvingar. Inga underarter finns listade i Catalogue of Life.